# Богатова, Надежда Георгиевна
Надежда Георгиевна Богатова (30 августа 1924, Уральск, Казахская АССР — 14 января 2015, Абакан, Республика Хакасия) — советская, российская актриса драматического театра. Заслуженная артистка РСФСР (1970); народная артистка республики Хакасия (1994).

## Биография
После окончания в 1945 году театральной студии Орловского драмтеатра работала в городских театрах Армавира и Мелекесса. С октября 1951 года, по приглашению режиссёра Л. С. Ростованова, в Хакасском областном театре русской драмы имени М. Ю. Лермонтова.
Н. Г. Богатовой сыграны более 400 самых разнообразных ролей. Среди них работы мирового репертуара (заглавные роли в «Марии Тюдор» В. Гюго, «Филумена Мартурано» Эдуардо де Филиппо и другие), русской классической и современной драматургии (ведущие роли в «Иване Грозном» А. К. Толстого, «Чайке», «Дяде Ване», « Три сестры» А. П. Чехова, пьесах А. Н. Островского, «Сослуживцы» Э. Брагинского, «Энергичные люди» В. Шукшина и другие).
По мнению критиков, Н. Г. Богатова — «зрелый мастер, владеющий тонкостями театральной техники, она создает яркие, сочные, надолго остающиеся в памяти и сердце образы».
Много лет выступала на сцене вместе с мужем — Н. Л. Кучевым, народным артистом России. Сын — Анатолий Богатов — работал врачом.
Увлекалась фотографией, живописью. Более полувека собирала материалы об истории театра в Хакасии. Коллеги по театру, где Н. Г. Богатова служила искусству более шестидесяти лет, называли её «нашей живой историей».